# Národní kulturní památka
Národní kulturní památka (NKP) je kulturní památka celostátního významu. Tento status památkové ochrany se používal v Československu a následně se používá i v Česku a na Slovensku, ale obdobný status existuje i v řadě dalších zemí, například pod názvem National Heritage Site. V některých státech existují i nižší stupně ochrany, například na regionální nebo resortní úrovni. 